# Tomisaku Kawasaki
Tomisaku Kawasaki [kaɰasaki tomʲisakɯ̥] (Japans: 川崎 富作 Kawasaki Tomisaku) (Tokio, 7 februari 1925 — aldaar, 5 juni 2020) was een Japans kinderarts, gasthoogleraar en ontdekker van de zeldzame auto-immuunziekte, de ziekte van Kawasaki, die naar hem is vernoemd.

## Biografie

### Vroege leven
Kawasaki is geboren op 7 februari 1925 in het district Asakusa in de wijk Taitō van de Japanse hoofdstad Tokio. Hij was de jongste van zeven kinderen in het gezin. Op jonge leeftijd was hij vooral geïnteresseerd in plantkunde, maar zijn ouders keurden een studie plantkunde af en wilden dat hij geneeskunde zou gaan studeren.

### Carrière
Kawasaki begon zijn carrière als kinderarts in 1950 bij het Centraal Japans Rode Kruis Ziekenhuis in Tokio, dat later zou worden omgedoopt tot het Japans Rode Kruis Medisch Centrum, nadat hij was geslaagd aan de Chiba Medische school, tegenwoordig onderdeel van de huidige Chiba Universiteit te Chiba in de gelijknamige prefectuur. In 1957 behaalt hij zijn doctoraat in de geneeskunde.

#### De ontdekking van de ziekte
Op 5 januari 1961 wordt Kawasaki voor het eerst geconfronteerd met de naar hem vernoemde ziekte. Hij observeert 50 gevallen in zes jaar tijd van de nieuwe ziekte. In 1967 publiceerde hij hierover een paper in het allergologie-vakblad Arerugī (Japans: アレルギー) wat letterlijk 'allergie' betekent. In 1973 wordt hij benoemd tot directeur pediatrie van het Japans Rode Kruis Medisch Centrum. In 1992, toen in Nelson Textbook of Pediatrics, een standaard tekstboek voor kinderartsen in de Verenigde Staten, de ziekte van Kawasaki als zodanig werd benoemd, werd de naam van de ziekte internationaal geaccepteerd.

De patiënt leed aan een ongeveer twee weken durende hoge koorts; bilaterale conjunctivale hyperemie zonder afscheiding; rood geworden, droge gespleten lippen; diffuse roodheid van de mucosa van de mondholte; aardbei-achtige tong; non-purulente cervicale lymfadenopathie; polymorf erytheem op het lichaam en duidelijke roodheid van handpalmen en voetzolen met induratief oedeem na afschilfering van de vingertoppen.
— Tomisaku Kawasaki, 1962, symptoombeschrijving van zijn eerste Kawasakipatiënt in 1961

### Na zijn carrière
Na 40 jaar voor het medisch centrum te hebben gewerkt gaat Kawasaki in 1990 met pensioen. Hierna wordt hij het hoofd van wat later het Japans Onderzoekscentrum voor de Ziekte van Kawasaki wordt genoemd. Later vervulde  hij nog de functie van voorzitter en van erevoorzitter. Tevens doceerde hij als gasthoogleraar aan de universiteit van Kurume in de prefectuur Fukuoka.

### Overlijden
Kawasaki is gestorven aan de gevolgen van ouderdom in een ziekenhuis te Tokio. Tomisaku Kawasaki is 95 jaar oud geworden.

## Ziekte van Kawasaki
Kawasaki werd in 1961 voor het eerst geconfronteerd met een tot dan toe onbekende ziekte die zich vooral manifesteert bij kinderen jonger dan vijf jaar oud en werd gekarakteriseerd door symptomen als: hoge koorts, opgezette lymfeklieren in de hals, huiduitslag op vingers en tenen, roodheid en geïrriteerdheid van het witte harde oogvlies, en een opgezwollen tong. In 1967 schreef Kawasaki een paper over deze ziekte en gaf deze de titel: Acuut febriel mucocutaan-lymfekliersyndroom bij jonge kinderen met unieke digitale desquamatie. Wat kan worden hertaald in gangbaarder Nederlands als: Acute koorts en slijmvlies-lymfekliersyndroom bij jonge kinderen met unieke huiduitslag bij de vingers. Na de titel van deze paper is de ziekte mucocutaan lymfekliersyndroom (MCLS) genoemd maar is later beter bekend geworden als de ziekte van Kawasaki. De publicatie van de paper leidde tot veel reacties van artsen vanuit heel Japan die gelijksoortige casussen hadden waargenomen.

## Prijzen en onderscheidingen
- 1989 - Asahi-prijs[5]
- 1991 - Japanse Academieprijs[4]
- 2006 - Japanse Kinderartsensociëteitsprijs[4]
- 2010 - Ereburger van Tokio[5]